# Aponotoreas villosa
Aponotoreas villosa là một loài bướm đêm trong họ Geometridae.